# Steve Clark
Pour les articles homonymes, voir Steve Clark (homonymie) et Clark.
 (mai 2019).
Si vous disposez d'ouvrages ou d'articles de référence ou si vous connaissez des sites web de qualité traitant du thème abordé ici, merci de compléter l'article en donnant les références utiles à sa vérifiabilité et en les liant à la section « Notes et références ».
Stephen Maynard Clark, dit Steve Clark, né le 23 avril 1960 à Hillsborough (Sheffield) et mort le 8 janvier 1991 à Chelsea (Londres), est un guitariste britannique. Il est surtout connu comme membre du groupe de hard rock Def Leppard.

## Biographie

### Enfance et Adolescence
Clark naît et grandit à Hillsborough, au nord-ouest de Sheffield, en Angleterre. Depuis son tout jeune âge, il s'intéresse déjà à la musique. Lorsqu'il a six ans, sa mère l'amène à un concert de The Shadows. À 11 ans, il demande à son père, chauffeur de taxi, de lui donner une guitare. En dépit des conditions de travail que son père connaît, celui-ci lui en achète une et ce sont donc les débuts à la guitare pour le jeune Clark.
Son guitariste favori est celui de Led Zeppelin : Jimmy Page. Fan de Led Zeppelin, Steve Clark commence à jouer leur style de musique, à jouer leurs chansons et à pratiquer leur technique. Durant sa carrière avec Def Leppard, il a toujours voulu utiliser des guitares Gibson, comme celles de son guitariste préféré. Mais sur la chanson Love Bites de l'album Hysteria, Clark a joué avec une guitare Fender.

### Carrière et technique
Avant de se joindre à Def Leppard en 1978, il jouait pour le groupe Electric Chicken à Sheffield. Pete Willis, cofondateur de Def Leppard, l'appela pour faire partie de son groupe en janvier 1978.
Lui et Willis ont écrit la chanson instrumentale "Switch 625" de l'album High 'n' Dry en 1981.
En 1982, Pete Willis fut expulsé du groupe pour abus d'alcool. Steve Clark joua donc avec Phil Collen pour l'enregistrement de leur album suivant. Bien qu'il soit lui aussi un grand alcoolique, les autres membres du groupe le considèrent avant tout comme un très grand guitariste et un véritable "Showman".
Steve Clark a même avoué qu'il se sentait plus à l'aise lorsqu'il buvait pendant les concerts.
Dans les années 1980, l'alcool a vraiment entravé sa carrière musicale alors que le groupe était en pleine croissance. Il entra dans un centre de désintoxication, pendant que le groupe l'attendait pour l'album "Hysteria", qui était un album qui allait devenir un des plus populaires du groupe. Cependant son implication avec le groupe était très limitée pour lui.
On le surnommait The Riffmaster à cause de ses chansons qui avaient rapport avec la guerre dans le monde. Comme la chanson Wasted de l'album "On Through the night", Bringin' on the Heartbreak  sur l'album "High 'n' Dry", Die Hard the Hunter sur l'album "Pyromania et Gods of War de l'album "Hysteria".
Il a contribué à la moitié des dix chansons de l'album Adrenalize sortie en 1992.
En 1992, la chanson White Lightning fut composée pour Steve Clark. On appela ce titre par ce nom, sous forme d'hommage, puisqu'il portait ses vêtements blancs. Les paroles évoquent la douleur et la souffrance, liées notamment à la dépendance.

### Décès
Le 8 janvier 1991, Steve Clark fut retrouvé mort dans sa chambre à coucher par sa petite amie Janie Dean. Il n'avait que 30 ans. Les autopsies révèlent que le guitariste célèbre est mort d'un cocktail d'alcool et de médicaments. On ignore s'il s'agit d'un suicide.
Clark revenait d'une soirée bien remplie. Il est rentré chez lui vers minuit et commence à boire de la vodka. Selon les médecins légistes, Steve Clark aurait bu 4 Shooters de vodka et consommé des médicaments illégaux en moins de 30 minutes. Il s'endort dans un état assez vulnérable, pour ne plus se réveiller. Le pathologiste Lain West annonce que le taux d'alcool dans son sang est 3 fois plus élevé que la limite légale en Angleterre.
Au cours des 6 mois précédant sa mort, Clark ne rencontre pas une fois les membres de Def Leppard. Le groupe s'inquiète pour lui et essaie de lui trouver de l'aide pour son problème d'alcool, mais il est trop tard.
Sa guitare Gibson est vendue par sa femme. Il est enterré au cimetière Wisewood, à Sheffield, près de la maison de ses parents.